# Clostridium difficile
Clostridium difficile é um bacilo Gram-positivo comensal do tracto gastrointestinal responsável por doenças gastrointestinais associadas a antibióticos, que variam desde uma diarreia até uma colite pseudomembranosa.
O uso de antibióticos permite o crescimento excessivo destes microorganismos e aumenta a susceptibilidade do paciente à aquisição exógena do C. difficile.
Esta bactéria tem como factores de virulência o factor de adesão (medeia a ligação às células humanas), a formação de esporos (permite a sobrevivência do microorganismo graças à sua resistência), a hialuronidase (atividade hidrolítica) e as toxinas A (enterotoxina) e B (citotoxina).
Os esporos formados são muito difíceis de serem eliminados, podendo permanecer em hospitais durante meses e daí resultar uma importante fonte de surtos hospitalares da doença por Clostridium difficile.

## Tratamento
Em 2022, o Instituto Nacional de Excelência em Saúde e Cuidados (Nice, na sigla em inglês) do Reino Unido recomendou o transplante de fezes como tratamento contra infeções intestinais provocadas pela bactéria Clostridium difficile.